# ペンディングトレイン-8時23分、明日 君と
『ペンディングトレイン-8時23分、明日 君と』（ペンディングトレイン はちじにじゅうさんぷん あす きみと）は、2023年4月21日から6月23日までTBS系「金曜ドラマ」枠で放送されたテレビドラマ。主演は山田裕貴。
偶然同じ電車に乗り合わせた見ず知らずの乗客68名が突如、未来へのワープに巻き込まれ、電波が通じない上、水も食料もない極限下で懸命に生き、元の世界に戻ろうとする姿を描く、金子ありさ脚本による完全オリジナルのヒューマンエンターテインメント。
作中にはつくばエクスプレスの駅舎や車両が実名で登場し、美術スタッフにより、緑山スタジオに1か月かけて5号車のオープンセットが作成され、車内内装部品には首都圏新都市鉄道から提供された実物が使用されている。

## 制作背景
電車通勤をしているプロデューサー宮崎真佐子が「周りを見た時にみんながスマホを触っている。もしこのままこの人たちが違うところに行っちゃったら果たしてどうなるのか」とふと考え、「そもそも電車ってほかの乗客と赤の他人なのに距離感が凄く近い。ほかになかなかないこと」と特異な空間であると捉えドラマ化の着想を得て、電車にサバイバルの要素を掛け合わせ本作が企画された。

## あらすじ
2023年3月23日、流山おおたかの森駅を8時23分に発車した区間快速秋葉原行きのつくばエクスプレスの車内に緊急地震速報のアラームが突然鳴り響き、5号車に偶然乗り合わせた乗客68名は、閃光とともに急加速した車両ごと荒廃した世界にワープしてしまう。電波が通じず、スマホも使えない、水も食料もない世界で極限に追い込まれた乗客たちは、元の世界に戻ろうと懸命に生き、未知の出来事に立ち向かっていく。
5号車の乗客と同じく、6号車の乗客たちも同じ未来の世界に漂着しており、6号車の乗客が発見した手帳から、自分たちがいるのは2060年の未来の世界であり、元いた2023年の3年後、2026年12月9日にスペースデブリに衝突し地球に墜落した隕石により、人類を含むほとんどの生物が死滅し、文明が崩壊したことを知る。
6号車の乗客との衝突を乗り越え、5号車の乗客たちは時空の歪み「ワームホール」を発見する。2060年に留まると決めた乗客を残し、5号車の乗客たちや移住してきた一部の6号車の乗客は、ワームホールを使い未来の世界から現代に生還を成し遂げるが、彼らが戻った世界は元々いた2023年ではなく、その3年後、隕石の落下により超災害が起こった年とされる2026年5月1日だった。

## キャスト

### 主要人物
2060年の未来へワープしたつくばエクスプレスに乗り合わせた人々。
萱島直哉（かやしま なおや）〈30〉
演 - 山田裕貴
メディアでも活躍するカリスマ美容師。
少年刑務所を出所する異父弟の達哉を迎えに乗車したつくばエクスプレスで、未来へのワープに巻き込まれる。
母親に捨てられ、傷害事件で達哉とも離れた過去から「大切に思う人を失うくらいなら、初めから一人でいた方が良い」と周囲に本音を隠し、距離を置くようになる。
未来からの帰還の際、時空の歪みに利き腕の右手が接触して麻痺し、美容師にとって大切なハサミを握れなくなり、さらに心を閉ざしてしまう。
隕石衝突の日が近づくと、日本に留まると告げていた優斗を迎えに、彼が救急作業をしていた現場に現れ、防災インフラが整ったスイス連邦に連れて行こうと説得する。
白浜優斗（しらはま ゆうと）〈28〉
演 - 赤楚衛二
正義感あふれる消防士。
1年前、ビル火災の消火活動でミスの挽回に焦って取った行動から、先輩の高倉に重傷を負わせる。この一件がトラウマとなり、6号車の乗客である加古川に襲われ負傷した加藤の治療の際、「ミスをすれば責任を負わされる」と消極的な態度を取るが、紗枝から叱責されて考えを改める。
未来から生還すると、荒廃した未来を迎えることを防ぐため、警察などの周囲の人間に未来の様子を必死に説明するが誰にも信用されず、物珍しさから好奇の目で見る人たちに失望し、「こんな世界、なくなってしまえばいい」と心が折れる。
康太や真緒から優斗がウソをつくはずがないと励まされ、小春の出産祝いに集まった5号車の乗客たちからも感謝されるが、隕石衝突の日が近づいても日本に留まることを決め、直哉に延命のため防災インフラが整ったスイスに渡航しようとする5号車の乗客たちを頼むと託けるが、救急作業をしていた現場に現れた直哉に、スイスに渡航し、生きようと説得される。
畑野紗枝（はたの さえ）〈23〉
演 - 上白石萌歌
明秀学園日立高等学校の体育教師。消防訓練で来校したことがある優斗に惹かれるが、そのことを察し、大切な人を失う喪失感を避けようと自分と距離を置こうとする直哉の孤独な気持ちを知り、彼に寄り添う。
未来から生還すると高校の教師を退職し、スポーツジムのインストラクターに転身する。
隕石衝突の日が近づき、スイスに渡航しようとした日に直哉とつくばエクスプレスの六町駅で出会い、互いが想いあっていた気持ちを確認する。
加藤祥大（かとう しょうだい）〈27〉
演 - 井之脇海（幼少期：有山実俊）
帝京大学大学院生。植物学を専攻しており、未来の世界ではその知識で食料調達で周囲を助ける。
何者かに腹部を刺され負傷するが、自らノートに記した薬効のある植物の知識で命拾いしている。
未来から生還すると、同じ大学の蓮見に接触を図り隕石を渡し、遺伝子組み換えで作られた未来の植物など科学的な証拠で乗客たちが未来に行ったことが本当であると証明し、日本政府が秘密裏にFGIロケットを発射し、小惑星を破壊しようと動くことに貢献する。
渡部玲奈（わたべ れな）〈25〉
演 - 古川琴音
ネイリスト。自己中心的なところがある。未来から生還すると、妻帯者だった明石の妻から責め立てられる。
しかし、明石が妻と話し合ったうえ離婚し、交際を申し込まれたことから彼と交際するようになる。
米澤大地（よねざわ だいち）〈22〉
演 - 藤原丈一郎（なにわ男子）
ゲーム制作の専門学校生に通う関西人の青年。
6号車の乗客たちが5号車を襲撃し乱闘が勃発すると、全員に訴え争いを止める。
未来から生還すると田中の家を訪れ、彼の娘に未来での父親の様子を伝える。
小惑星の落下に人類が協力し合い対処しようと呼びかける動画を配信すると、潮目が変わり、「隕石衝突」説を信じる人たちを増やすことに貢献する。
江口和真（えぐち かずま）〈17〉
演 - 日向亘
某名門高校の高校生。医者志望の受験生。
受験勉強の合間にも小春と逢瀬を重ねるが、未来の世界で彼女から妊娠を告げられる。
父親に小春との交際、妊娠を怒られると不安を強く抱き、そのことを察した小春から距離を置かれる。
未来から生還すると、小春と結婚し、一緒に子供を育てることを決める。
佐藤小春（さとう こはる）〈18〉
演 - 片岡凜
某名門高校の高校生。和真とは同級生の恋人であり幼なじみ。
和真との子供を身籠っていることを未来の世界で知り、どうすればよいか思い悩み、子供を産む決心をする。
未来の世界から生還すると、無事子供を出産し、駆けつけた5号車の乗客たちから祝福される。
田中弥一（たなか やいち）〈55〉
演 - 杉本哲太
虚無な毎日を送る某警備会社のサラリーマン。5号車の乗客の中では年長者。
5号車からは距離を置き、一人で野宿するようになるが、白浜に乞われ自衛の知識を伝授する。
やがて6号車側の内通者となり、食料を見返りに5号車の動向を山本に密告する。ミーポと呼ぶ人形を作り、話しかける。
5号車と6号車の乗客たちの乱闘が勃発した際は、一人だけ安全な場所に座り込み「戦争だ! 潰し合え!」と捲し立てた。
ワームホールが開き、2023年に戻る車両に直哉を乗車させ、車両のドアを閉め、自身は未来の世界に留まる。
2026年に生還した米澤が赤いジャケットを目印に線路のトンネル近くに埋めたタイムカプセルを掘り起こし、カプセルに入れられた手紙から、娘や2026年の様子を知る。
寺崎佳代子（てらさき かよこ）〈48〉
演 - 松雪泰子
人材派遣会社「Spice-up」を経営するキャリアウーマン。
超高層ビルを探索するための移動中、夜のオーロラに共鳴して光を放つ石を発見する。
未来から生還すると、防災インフラの整ったスイスに知り合いがいることから、5号車の乗客たちにスイスに向かうよう呼び掛ける。
立花弘子（たちばな ひろこ）〈37〉
演 - 大西礼芳
システムエンジニア。自分に自信がなく人付き合いが苦手だが、現在婚活中。
埋没した架線を頼りに発見した「つくばエクスプレス北千住変電所」を再起動させる。
明石周吾（あかし しゅうご）〈32〉
演 - 宮崎秋人
会社員。承認欲求は高いが、積極的に行動しない。
サバイバル生活を通じ、玲奈との仲を深めるが実は妻帯者であったことから、未来から生還すると妻との不和の原因となる。しかし妻と話し合いのうえ別れ、玲奈に交際を申し込む。
小森創（こもり はじめ）〈48〉
演 - 村田秀亮（とろサーモン）
駅員。仕事は真面目に取り組んでいるものの、トラブルがあると思考が停止する小心者。

### 5号車の乗客
2060年の未来へワープした5号車の乗客たち。
丸山喜代〈67〉
演 - 外海多伽子
緊急停止で車両内で負傷した高齢女性。大病を患っていたが回復している。
隕石衝突の日が来ても、命がなくなるのではなく、元いた場所に戻るだけと達観した考えを語り、日本に留まると告げる。
土屋清〈62〉
演 - 八尾三郎
緊急停車で車両内で足を負傷した高齢男性。
吴宇春（ウー ユーチュン）
演 - 梅舟惟永
中国系の観光客の女性。車両内で夜寝付けない小春に「ダイジョウブ?」と言って、購入したフリースを差し出す。
宋浩然（ソン ハオラン）
演 - 結城駿
中国系の観光客の男性。宇春のパートナー。
長谷部健一
演 - 竹森千人
駅の自動販売機の補充員。補充しようとしていた飲料水やお茶を何者かに盗まれる。
松井こよみ〈61〉
演 - 長尾しのぶ

草野芳子〈63〉
演 - 山﨑純子

### その他の5号車乗客
二見里佳子〈28〉
演 - 二宮理奈
朝田寿史
演 - 朝比奈樹
上島太一〈22〉
演 - 上原優佑
秋野結〈24〉
演 - 秋葉優海
鈴城武弘
演 - 鈴木紀進
高木俊一
演 - 高草木淳一
江川栞
演 - 江戸川しおん
磯野弘子〈51〉
演 - 磯谷多貴子
美原優希
演 - 美来美月
秋山浩二
演 - 秋吉孝勇
五島美紀
演 - 後藤亜希
他

### 6号車の乗客
2060年の未来へワープした6号車の乗客たち。
山本俊介（やまもと しゅんすけ）
演 - 萩原聖人（第4話 - ）
IT企業の経営者。6号車の乗客のリーダー的存在。
発見した船舶の残骸に残された手帳に記された内容から、2026年にスペースデブリにより軌道を変えられた隕石が地球に落下し文明が崩壊、自分たちは2060年の未来にワープした情報を掴む。他の乗客たちには船舶無線がカナダに繋がり、その情報を得たと嘘をついていたが、そのことに気付いた紗枝を船舶内に幽閉する。
矢島ら不良グループが独断で5号車の襲撃に向かったことを知ると、紗枝を5号車と交渉する材料として利用しようとするが、既に彼女が自力で脱出していたため断念。さらに、自身がついていた嘘を紗枝によって5号車と6号車の乗客たちの大半に暴露されると、直哉たちに謝罪をせず開き直るような態度を取りつつも、自らの敗北を認め、優斗に手帳を渡して姿を眩ます。
植村憲正（うえむら のりまさ）
演 - ウエンツ瑛士（第4話 - ）
工務店に勤務していた職人。工務店での職人のスキルを活かし、手作りでサバイバル生活に必要な設備を揃えていく。未来から生還すると、将来、隕石の落下で人類が滅亡すると動画配信で啓蒙活動を行うようになる。
加古川辰巳（かこがわ たつみ）
演 - 西垣匠（第4話 - ）
ある秘密を抱える男。祥大を刃物で襲い負傷させる。
梶原朱美（かじわら あけみ）
演 - 大後寿々花（第5話 - ）
将の母親。山本の嘘を知りながら、彼に逆らうことができず紗枝の船舶内への幽閉を看過する。後に自力で脱出した紗枝と対面した際、助力できなかったことを彼女に謝罪した。
山本がいなくなると、6号車の乗客たちの統率が取れなくなったため、5号車で生活させて欲しいと将を伴い現れる。
梶原将
演 - 小谷興会（第4話 - ）
謎の少年。自衛のために優斗たちが仕掛けた「くくりわな」に足を掴まれる。
跡を追跡する優斗と紗枝を川のほとりで待たせ、日が落ちてから6号車に案内する。
車両が2060年へワープする直前、車窓から流れ星を目撃していた。
矢島樹（やじま いつき）
演 - 鈴之助（第5話 - ）
不良。後輩の吾妻と岬を伴い紗枝と玲奈に襲い掛かり、後に5号車を襲撃する。
吾妻将太朗（あづま しょうたろう）
演 - 三宅亮輔（第5話 - ）
矢島の地元の後輩。
岬享吾（みさき きょうご）
演 - 金本勇利（第5話 - ）
矢島の地元の後輩。
神代恵美
演 - 織田あいか（第6話 - ）

江戸川歌子
演 - 美玖空（第6話 - ）
紗枝を探しに6号車に乗り込んできた直哉と優斗に驚く。
海老原力
演 - 加治将樹（第5話 - ）
蜘蛛が木の下に巣を張っていたことから、もうすぐ大雨が降ると釣りをしていた直哉と優斗に川から引き上げるように忠告する。
川で光る石を見つけた直哉たちに、恐らくそれは隕石だろうと告げる。

### 2023年の人たち
三島すみれ（みしま すみれ）
演 - 山口紗弥加
直哉が勤める美容院のオーナー。
萱島達哉（かやしま たつや）
演 - 池田優斗（幼少期：白鳥廉）
直哉の12歳離れた異父弟。「スーパーふたば」での強盗傷害事件で警察に逮捕され、少年刑務所に2年服役していた。
兄である直哉の捜索状況を得るため、「警察とコネがある」という知人に三島の財布から抜き取った金を渡していたが、三島から騙されていると指摘され、泣き崩れ彼女に謝罪する。
直哉たちが未来から生還した2026年にはすみれの美容院で美容師見習いとして働いている。
高倉康太（たかくら こうた）
演 - 前田公輝
優斗が慕う先輩消防士。火災現場で優斗をバックドラフトから庇い、下半身不随となる。
レスキュー中の優斗のミスを報告しないことで無言の圧力をかけ、彼を責めていたことを後悔しており、未来から優斗が生還するとリハビリで立ち上がれるようになった姿を見せ、過去の過失を乗り越えてゆけと彼を励ます。
樋口真緒（ひぐち まお）
演 - 志田彩良
優斗が想いを寄せる、池袋のお好み焼き屋「ひょうたん」の店員。消防活動で高倉を負傷させ落ち込む優斗を励ます。
寺崎茂道（てらさき しげみち）
演 - 坪倉由幸（我が家）
佳代子の夫。一人娘のゆらと妻の帰りを待つ。
田中美帆（たなか みほ）
演 - 金澤美穂
弥一の娘。虚無に毎日をやり過ごす父を疎ましく思い、冷たい態度をとるが、米澤から未来の世界で父は生存していると聞かされると涙を流す。
村木一太（むらき いちた）
演 - 白石隼也
直哉たちが乗車した車両や、消えた乗客の行方を捜査する捜査一課・特殊班の刑事。
流山おおたかの森駅のホームで未来の世界からワームホールで飛ばされた、田中が作った人形のミーポを見つける。
永田信也（ながた しんや）
演 - 濱津隆之
捜査一課の刑事。北千住駅前で発生した男性刺殺事件の捜査中に乗客失踪事件に遭遇する。
蓮見涼平（はすみ りょうへい）
演 - 間宮祥太朗（第6話 - ）
帝京大学大学院の教授。高エネルギー天体物理学の研究者。ワームホールが開けば、タイムワープは可能と提唱する。
超新星爆発による10億℃以上のエネルギーが地震を引き起こし、時空に生じた歪みに車両が巻き込まれ消失したと仮説を立てる。
小谷あおい
演 - 松島志歩（第6話 - ）
帝京大学大学院の助教授。蓮見の研究室のスタッフ。

### ゲスト

#### 第1話
RIKO
演 - 黒木麗奈
直哉がヘアメイクしたファッションモデル。
青木裕子
演 - 青木裕子（本人役、写真出演）
寺崎佳代子の対談の相手。
西野
演 - いしいはじめ（第8話・第9話）
北千住駅の駅員。北千住駅に到着した区間快速秋葉原行きの5両目と6両目の車両が無くなっていることを村木たちに報告する。
未来の世界（2060年）から2026年5月1日にワープした5号車の乗客たちと線路上で遭遇する。
高倉千代美
演 - 橘花梨（第4話・第9話）
高倉康太の妹。火災現場で優斗を庇った兄はもう歩くことができないと、高倉の病室を訪れた優斗に告げる。
今井百合
演 - 森日菜美（第6話）
紗枝の勤務する高校の女子生徒。代表に選ばれなかったため、部活を辞める。
利恵
演 - 熊井戸花（第6話）
紗枝の勤務する高校の女子生徒。部活を辞めようとする百合を引き留めようとする。
浅利哲夫
演 - 佐藤太助
首都圏新都市鉄道職員。つくばエクスプレス緊急報告会にて「今まだ現状を確認中です」と説明する。

#### 第2話
寺崎ゆら
演 - 西奈美怜（第1話 - 第3話・第9話・最終話）
佳代子の娘。反抗期。
佐藤小春の父親
演 - 橋本恵一郎（第4話・第9話）
香織
演 - 徳永笑美里 （第4話・第9話）
小春の母親。
田中薫、役名不明
演 - 川合洋子（第4話）、道仙拓真（第4話）
弥一の妻と息子。
江口冴子
演 - 前野恵（第4話・第7話・第9話）
和真の母親。和真から自己愛が強いと見なされる。
ニュースキャスター
演 - 松原耕二
TBSのニュース番組『報道1930』のニュースキャスター。つくばエクスプレスの事故発生から4日経つが、行方不明者の捜索が続くとニュースを伝える。
アナウンサー
演 - 外山惠理（TBSアナウンサー）（第1話 - 第3話）
『報道1930』にてつくばエクスプレスの事故のニュースを伝える。

#### 第3話
萱島
演 - 河野マサユキ
直哉の継父（直哉の母の再婚相手）。達哉の実父。直哉が15歳のころ、直哉の母が家庭を捨て失踪したことに激昂する。
柳井
演 - 豊田豪（第4話）
刑事。永田たちに失踪した車両に北千住駅前で発生した男性刺殺事件の犯人が乗車した防犯カメラの映像を見せる。

#### 第4話
兼次
演 - 諏訪太朗
祥大の祖父。人付き合いの苦手な幼少期の祥大の気持ちを察し、今のうちに一人を楽しめと、中央線に乗って八ヶ岳の自然の中に連れていく。

#### 第5話
羽村
演 - 田中達也
ガールズバーの店員。ピザの配達員をしていた玲奈をキャストにスカウトする。

#### 第6話
日高
演 - 新井佑典（第3話）
6号車の乗客。北千住駅前で発生した男性殺傷事件の犯人。
ワープで未来の世界に到着するとナイフを持って車両内で暴れ出したため山本に制止されるが、その際誤って腹部にナイフが刺さり亡くなり、遺体を地面に埋められる。
ゲーム会社スタッフ
演 - 今井英二
米澤が企画を持ち込んだゲーム会社のスタッフ。アイデアを語る米澤の熱量に付いていけず、「夢ならもっと頑張って」と面談の場を立ち去る。
恵俊彰
演 - 恵俊彰（本人役）（最終話）
『ひるおび』で発生から12日経過した、つくばエクスプレスの乗客集団失踪事件を取り上げる。
アナウンサー
演 - 江藤愛（TBSアナウンサー）（最終話）
『ひるおび』でつくばエクスプレスの乗客集団失踪事件のニュースを伝える。

#### 第7話
前原凛子
演 - 松本琉李
和真の同級生。教室で同級生の悪口を言っており、和真から自分の値打ちを落としていると見なされる。
江口
演 - 野依康夫（第9話）
和真の父。出来のいい息子が自慢。
矢内晴喜
演 - 潟山セイキ
帝京大学大学院で蓮見から超新星爆発による10億度以上のエネルギーで生じた時空の歪みに、つくばエクスプレスが巻き込まれたとの仮説の説明を受ける。
萱島智絵梨
演 - 嶋村友美（第9話）
直哉と達哉の母親。雨の日に直哉と達哉の住むアパートに戻って来るが、自分たちを捨てたと考える直哉は決して彼女をアパートに入れようとしなかった。
直哉が未来から生還すると、動画配信者の取材に不仲だったのにもかかわらず、直哉が美容師になったのを弟の達哉と3人で喜び合ったと、さも仲が良かったように嘘をつく。

#### 第8話
宮田
演 - 平野貴大（第9話・最終話）
警視庁捜査一課･特殊班の刑事。未来の世界からワームホールで飛ばされた田中が作った人形のミーポを、同僚の村木と流山おおたかの森駅のホームで見つける。
2060年から生還した優斗から未来へワープした話を説明されるが、信用しようとしない。

#### 第9話
五十嵐葉月
演 - 月森湖子（最終話）
達哉の恋人。美容師見習い。
コウ、アイ
演 - 田村健太郎（最終話）、矢作マサル（最終話）
YouTuber。直哉の勤める美容院や火災現場の優斗の元に押しかける。
リポーター
演 - 上村彩子（TBSアナウンサー）
東京女子医科大学附属足立医療センターの前から、2060年から生還した乗客とその家族の面会の様子をリポートする。
松崎大雅、菅谷翔
演 - 小川智弘（最終話）、石川啓大（最終話）
現代に帰還した優斗の勤務先である「東京消防庁上野消防署 特別救助隊」の同僚消防士。
富子
演 - 藤本洋子
火災現場の上野9丁目の住宅の女性。忘れ物を取りに家に戻った夫のことを心配している。
米澤勝子
演 - 城下千砂
米澤の母。
店員
演 - 中村隆希（最終話）
樋口真緒の勤め先であるお好み焼き屋「ひょうたん」の店員。

#### 最終話
芹澤麻子
演 - 今藤洋子
元防衛大臣。現厚生労働大臣。面会を直訴した佳代子に、消えた車両の乗客たちの証言が正しかったことを把握した政府が、2026年12月9日に飛来予定の小惑星に向け、軌道を変化させるためのFGIロケットの発射準備を進めていると明かし、国民をパニックにさせないために、小惑星が落下すると煽らないよう依頼する。
服部
演 - 小沼朝生
内閣官房長官。首相官邸で「隕石衝突」説に、国民は冷静に対処するようにと緊急会見を開く。
今井
演 - 園田裕樹
陽和新聞の記者。隕石が落下するとされる12月9日が近づくある日、美容院の前に現れ、直哉に隕石衝突が回避できれば、あなたは声を上げてくれた英雄だと取材する。
みゆき
演 - 平野日乃美
隕石が落下するとされる12月9日が近づくある日、美容院の前に現れ、直哉はうそつきだと非難する。
りな
演 - 田村響華
隕石が落下するとされる12月9日が近づくある日、美容院の前に現れ、直哉はうそつき（5号車の乗客）の仲間ではないと、擁護する。
福島
演 - 岩本淳
消防署での優斗の上司。騒ぎが起こるようじゃ当分現場は無理だと優斗に告げる。
千沙
演 - 大野りりあな
美容室で母親の施術が終わるのが待ちきれない少女。直哉が髪を結ってあげた。

## スタッフ
- 脚本 - 金子ありさ
- 音楽 - 大間々昂[34]
- 主題歌 - Official髭男dism「TATTOO」（ポニーキャニオン / IRORI Records）[77]
- SF監修 - 高水裕一[78]
- アクション監修 - 出口正義
- サバイバル監修 - 荒井裕介[79]、梶海斗
- 消防監修 - 幾田雅明
- 野草・薬草監修 - 川井希美
- 警察監修 - 石坂隆昌
- 医療監修 - 中澤暁雄
- 演出 - 田中健太、岡本伸吾、加藤尚樹、井村太一、濱野大輝[34]
- プロデューサー - 宮﨑真佐子、丸山いづみ[1]
- 編成 - 吉藤芽衣、平岡紗哉[1]
- 特別撮影協力 - 首都圏新都市鉄道[80]、静岡県裾野市[81]
- 製作 - TBSスパークル、TBS

## 放送日程
| 各話                                                                        | 放送日  | サブタイトル            | 演出     | 視聴率 |
| --------------------------------------------------------------------------- | ------- | ----------------------- | -------- | ------ |
| 第1話                                                                       | 4月21日 | 運命の電車              | 田中健太 | 7.6%   |
| 第2話                                                                       | 4月28日 | 生きるための多数決      | 田中健太 | 6.8%   |
| 第3話                                                                       | 5月05日 | 熱き涙のバディ誕生      | 岡本伸吾 | 5.1%   |
| 第4話                                                                       | 5月12日 | 仲間か敵か              | 加藤尚樹 | 5.9%   |
| 第5話                                                                       | 5月19日 | それって恋              | 井村太一 | 5.5%   |
| 第6話                                                                       | 5月26日 | 戦いの果て…気づいた想い | 濱野大輝 | 5.4%   |
| 第7話                                                                       | 6月02日 | 抱きしめられた涙        | 田中健太 | 5.9%   |
| 第8話                                                                       | 6月09日 | 生きろ…永遠の別れ       | 加藤尚樹 | 5.5%   |
| 第9話                                                                       | 6月16日 | 戻りたかったはずの世界  | 岡本伸吾 | 6.0%   |
| 最終話                                                                      | 6月23日 | 未来を乗せた電車        | 田中健太 | 7.1%   |
| 平均視聴率 6.1%（視聴率はビデオリサーチ調べ、関東地区・世帯・リアルタイム） |         |                         |          |        |

- 初回は22時 - 23時9分の15分拡大放送[2]。

## オリジナルコンテンツ
『ペンディングトレイン〜終電後トーク〜』のタイトルで、動画配信サービス「Paravi」にて、4月21日の第1話放送終了後から配信中。

### 配信日程
| 各話  | 配信日  | サブタイトル                                      |
| ----- | ------- | ------------------------------------------------- |
| 1号車 | 4月21日 | 祝初回放送♪第1話を語り尽くしたい!                 |
| 2号車 | 5月05日 | ウソを見破れ！マフィアゲーム                      |
| 3号車 | 5月19日 | 第1回ペンディングトレインクイズ王決定戦           |
| 4号車 | 6月02日 | 第2回マフィアゲーム〜ペントレ演技派No.1は誰だ!?〜 |
| 5号車 | 6月23日 | ペンディングトレイン思い出トーク                  |

## その他
- 動画配信について、日本国内ではParaviとNetflixにおいて、各話の初回放送翌日までにそれぞれ配信される。なお、Netflixでは海外においても順次配信される予定。TBSテレビ制作のドラマ番組がNetflixで本放送とほぼ同時期に配信されるのは日曜劇場『日本沈没-希望のひと-』（2021年10月期）、火曜ドラマ『君の花になる』（2022年10月期）、金曜ドラマ『100万回 言えばよかった』（2023年1月期）に続いて、4作目である[96]。